# Pierre Cavellat
Pierre Cavellat est un magistrat, artiste peintre et céramiste français né à Pontrieux le 4 décembre 1901 et mort le 17 août 1995 à Morlaix.

## Biographie
Pierre Cavellat naît le 4 décembre 1901, à Pontrieux en Bretagne. Son père est un juge de paix nommé à Morlaix. Il y passe son adolescence et se lie au collège avec Jean Seznec. Il y rencontre également Francis Gourvil.
Après des études secondaires à Morlaix, il étudie le droit à l'Université de Rennes. Après ses années étudiantes, qui lui donnent l'occasion de publier des caricatures dans le journal de l'Association des Étudiants, il mène de front une carrière dans la magistrature et sa passion pour la pratique des Arts plastiques. Cette dernière, se manifestera notamment, par de multiples croquis des évènements marquants ou banals de sa vie quotidienne, aussi bien professionnelle que familiale. Ces scènes de vie réalisées sur le bout de papier disponible à ce moment-là, retracent avec humour et ironie, mais aussi avec tendresse, ses sentiments du moment. Il rend palpable et émouvant le désespoir de sa femme quand elle écoute l'annonce de la déclaration de la guerre à la radio. En revanche sa vision des tranches de vie aperçues aux audiences du tribunal est cynique. Il réalise ainsi un étonnant tableau, dans lequel il représente le jugement d'un divorce par un couple, allongé nu, sur une table devant des magistrats. De nombreux autres dessins montrent la Bretagne, dans une période charnière (années 1930-40), où se croisent à la Troménie de Locronan les Bretonnes en coiffes et l'appareil photo des touristes.
Sa carrière de magistrat est brillante. En 1929, il commence en tant que juge suppléant dans le ressort de Rennes, puis devient successivement juge à Quimper à Saint-Nazaire puis président du tribunal de Châteaulin en 1936. Ces localisations lui permettent de fréquenter la faïencerie Henriot. Il devient ami avec le manufacturier Joseph Henriot et l'ingénieur céramiste Victor Lucas et crée des pièces de céramique. En 1938, il fait la connaissance de Max Jacob. En 1942, il devient président du tribunal de Fougères. Il préside, au moment de la libération, les cours de justice d'Ille-et-Vilaine et des Côtes du Nord. Il prend la présidence du tribunal de Saint-Brieuc où il lie une amitié avec l'écrivain Louis Guilloux. Sa carrière professionnelle l'amène à Angers, et à Nantes. Il rencontre ainsi l'affichiste et caricaturiste Jules Grandjouanet se lie avec les peintres nantais Michel Noury et Marc Le Petit que réunit la galerie de Marie-Jo Marot. Il est nommé, en 1956, premier président de la cour d'appel de Caen. En 1969, quand il prend sa retraite à Carantec, il peut consacrer son temps uniquement à la création artistique, et ce jusqu'à son décès le 17 août 1995.

## Exposition
- Petite chronique bretonne, au musée départemental breton de Quimper, du 12 novembre 2006 au 11 mars 2007.
- L’œil du magistrat, au Musée des Jacobins de Morlaix, du 13 juin 2015 au 11 octobre 2015[4].
- Le paysan breton dans la peinture au Musée du Faouët du 2 mai au 31 octobre 2021
- Amour Récits d'Orient & d'Occident à l'Abbaye de Daoulas du 4 juin au 5 décembre 2021

## Pour approfondir